# Stagnacja gospodarcza
Stagnacja gospodarcza – stan gospodarki, w którym, w dłuższym okresie, rozmiary produkcji, dochody podmiotów gospodarczych, nakłady inwestycyjne i obroty handlowe utrzymują się na względnie stałym, zwykle stosunkowo niskim poziomie, czemu towarzyszy przeważnie wysoki poziom bezrobocia. Stagnacja może dotyczyć całości gospodarki, jak i jednego wskaźnika (np. inwestycji, eksportu, popytu, konsumpcji). 
Stagnacja gospodarcza jest najczęściej następstwem recesji.